# Џадсон (Јужна Каролина)
Џадсон (енгл. Judson) насељено је место без административног статуса у америчкој савезној држави Јужна Каролина.

## Демографија
По попису из 2010. године број становника је 2.050, што је 406 (-16,5%) становника мање него 2000. године.
| Група             | 2000.         | 2010.         |
| Белци             | 880 (35,8%)   | 524 (25,6%)   |
| Афроамериканци    | 1.393 (56,7%) | 1.214 (59,2%) |
| Азијати           | 13 (0,5%)     | 2 (0,1%)      |
| Хиспаноамериканци | 145 (5,9%)    | 269 (13,1%)   |
| Укупно            | 2.456         | 2.050         |